# پیترو طراد
پیترو طراد (بيترو طراد؛ ۱۸۷۶ – ۱۹۴۷) یک سیاست‌مدار اهل لبنان که از تاریخ ۲۲ ژوئیه ۱۹۴۳ تا تاریخ ۲۱ سپتامبر ۱۹۴۳ همزمان سمت رئیس‌جمهور و نخست‌وزیر قیمومت فرانسه بر لبنان را برعهده داشت. وی پیرو کلیسای ارتدکس شرقی بود.